# Berthold Kuhn
Berthold Kuhn (* 21. November 1965 in Heidelberg) ist ein deutscher Politikwissenschaftler.

## Leben
Kuhn machte 1992 sein Diplom an der Freien Universität Berlin, im Anschluss absolvierte er einen Aufbaustudiengang am Deutschen Institut für Entwicklungspolitik. Von 1993 bis 1996 arbeitete er bei der Delegation der EU-Kommission in Neu Delhi und führte Feldforschungen für seine Dissertation zu „Participatory rural development and local self-government reform in rural India“ durch. Nach seiner Promotion in Leipzig 1997 leitete er für die EU-Kommission ein Dialogprojekt mit Nicht-Regierungsorganisationen in Bangladesch. 1999 gründete Kuhn die InnovateCo, die Beratungstätigkeiten u. a. für die Europäische Kommission, Weltbank und die GTZ übernimmt. 2004 habilitierte er sich an der Freien Universität Berlin.
Er war von 2005 bis 2007 Gastprofessor an der Tsinghua-Universität in Peking. Seit 2009 ist er Privatdozent am Otto-Suhr-Institut der Freien Universität. Im Dezember 2011 trat er eine zweijährige deutsch-chinesische Professur für Social Governance und Umweltpartizipation an der School of Public Affairs an der Xiamen-Universität an, die von der Deutschen Gesellschaft für Internationale Zusammenarbeit und dem Bundesland Rheinland-Pfalz ko-finanziert wird. Dort arbeitete er zusammen mit Netzwerkpartnern aus China und Deutschland zu Partizipation und Governance im Klimabereich, unter besonderer Berücksichtigung von Innovationen und der Rolle von Nicht-Regierungsorganisationen. Mit der University Alliance for Sustainability hat er seit 2016 mehrere Forschungsaufenthalte zum Thema nachhaltige Entwicklung im globalen Kontext durchgeführt und speziell dazu beigetragen, den Austausch zwischen der FU Berlin und der Peking-Universität zu intensivieren.
Sein besonderes Engagement gilt den Jahreskonferenzen der University Alliance for Sustainability (UAS) der Freien Universität Berlin und der transdisziplinären Lehre der Stabstelle Nachhaltigkeit und Energie der Freien Universität Berlin sowie der Kooperation mit Partneruniversitäten der UNA Europe Allianz von elf führenden europäischer Universitäten. Mit einem Lehrkonzept zu Klimapolitik in Großstädten gewann er im Dezember 2019 den Zentralen Lehrpreis der Freien Universität Berlin. Er unterrichtete im Jahr 2022 als Gastprofessor an der Zhejiang-Universität in HangZhou, China. Er hat an europäischen und asiatischen Universitäten und auf internationalen Konferenzen Vorträge zu Klimapolitik, zur Umsetzung der Nachhaltigkeitsziele der Vereinten Nationen und zu Globalen Megatrends gehalten und dazu Dialogveranstaltungen organisiert.
Neben seiner Tätigkeit als Wissenschaftler arbeitet Kuhn weiter als Berater für internationale Organisationen und Denkfabriken und evaluiert Projekte der Entwicklungszusammenarbeit in Asien und Afrika, speziell für die Deutsche Gesellschaft für Internationale Zusammenarbeit (GIZ), die Europäische Kommission, Nicht-Regierungsorganisationen und kirchliche Hilfswerke.
Berthold Kuhn ist mit Yu Miao verheiratet und Vater von drei Kindern. Er lebt mit seiner Familie derzeit überwiegend in der südchinesischen Küstenmetropole Xiamen.

## Forschung und Beratung
Kuhn befasst sich mit nachhaltiger Entwicklung und Klimapolitik im globalen Kontext, mit Entwicklungspolitik und der Rolle zivilgesellschaftlicher Organisationen in der internationalen Zusammenarbeit. Ab dem Jahr 2019 hat er sich auch mit Globalen Megatrends und Zukunftsforschung befasst und dazu veröffentlicht und Dialogveranstaltungen organisiert, u. a. auf der Berlin Science Week und in Zusammenarbeit mit Universitäten und Stiftungen.
Seine Schriften vermitteln ein Verständnis des komplementären Zusammenspiels zwischen staatlichen, privatwirtschaftlichen, wissenschaftlichen und zivilgesellschaftlichen Akteuren. Seine Arbeit hat in der internationalen Zusammenarbeit Bedeutung gefunden, weil er darstellt, wie ein Zusammenwirken verschiedener Akteure und Instrumente gestaltet werden kann, um nachhaltige Erfolge zu erzielen und Transformationsprozesse einzuleiten.
Kuhn hat mehrere Forschungsarbeiten zu Diskursen, zur Politikgestaltung und zur Umsetzung der Sustainable Development Goals (nachhaltige Entwicklungsziele der Vereinten Nationen) veröffentlicht und dazu an Universitäten in Deutschland und China Seminare durchgeführt und Vorträge auf internationalen Konferenzen gehalten. In seinem 2022 mit Dimitrios L. Margellos veröffentlichten Buch „Global Perspectives on Megatrends. The Future as Seen by Analysts and Researchers from Different World Region“ hat er auf Basis des von ihm entwickelten Pentagon-Models und in Zusammenarbeit mit Denkfabriken und Experten aus verschiedenen Weltregionen eine umfassende Analyse zu globalen Megatrends vorgelegt. Zu den von Kuhn und Margellos identifizierten Trends zählen: Klimapolitik und Nachhaltigkeit, Digitalisierung, und wachsende Ungleichheiten, Urbanisierung und vernetzte Städte, Gesundheit und Ernährung, Grüne Wirtschaft, Nachhaltige Geldanlagen, Multipolare Weltordnung und die Zukunft des Multilateralismus sowie Demokratie und Governance Innovationen. Zivilisatorische Entwicklungen wie Diversität, Individualisierung und Einsamkeit, Zukunft und Wandel der Geschlechterrollen und Identitätspolitik finden ebenso Berücksichtigung. Migration wird als weiterer großer Zukunfsttrend beschrieben.
Kuhn hat zahlreiche Organisationen der bi- und multilateralen internationalen Zusammenarbeit beraten und Evaluierungen durchgeführt, u. a. für die Europäische Kommission, die Gesellschaft für Internationale Zusammenarbeit, die Weltbank, das Entwicklungsprogramm der Vereinten Nationen, den Deutschen Akademischen Austauschdienst (DAAD), Think Tanks, politische Stiftungen und Nicht-Regierungsorganisationen.

## Werke
- Mehrparteiensystem und Opposition in Zaïre. Politischer Pluralismus in einer afrikanischen Diktatur. Lit, Münster 1992, ISBN 978-3-89473-447-3.
- Participatory development in rural India. New Delhi 1998.
- Entwicklungspolitik zwischen Markt und Staat. Möglichkeiten und Grenzen zivilgesellschaftlicher Organisationen. Zugl. Habil. FU Berlin 2004; Campus, Frankfurt, New York 2005, ISBN 978-3-593-37742-1; Renmin Publishers, Peking 2009 (deutsch und chinesisch). (online verfügbar)
- Nutzung und Wertschätzung von Bertelsmann Transformation Index und Freedom House Index in Wissenschaft und Praxis, Zeitschrift für Politikwissenschaft, 4/2011.
- „Against all odds“: Chinas weltpolitischer Aufstieg aus dem Blickwinkel der westlichen Politikwissenschaft. WeltTrends, Potsdam 2014, ISBN 978-3-941880-38-2.
- Policies, Collaboration and Partnerships for Climate Protection in China, in: Jing, Yijia (ed.): The Road to Collaborative Governance in China, New York: Palgrave Macmillan, pp. 71–94.
- Sustainable Development Discourses in China, in: Journal of Sustainable Development, Vol. 9, No. 6, 2016, pp. 158–167.
- Collaborative Governance for Sustainable Development in China, in: Open Journal of Political Science, 2016, 6, pp. 433–453.
- China’s Commitment to the Sustainable Development Goals, in: Chinese Political Science Review, July 2018.
- Changing Spaces for Civil Society Organisations in China, Open Journal of Political Science, 2018, 8, 467-494, online
- Sustainable Finance in Germany: mapping discourses, stakeholders, and policy initiatives, Journal of Sustainable Finance & Investment, doi:10.1080/20430795.2020.1783151
- Mit Dimitrios L. Margellos: Global Perspectives on Megatrends. The Future as Seen by Analysts and Researchers from Different World Regions., Ibidem Verlag, Stuttgart 2022, ISBN 978-3-8382-1563-1
- Mit Dimitrios L. Margellos: The Role of Think Tanks in Megatrends Analysis and Future Research, Open Journal of Political Sciences,[3]